# گروه سالامون
گروه سالامون، (به انگلیسی: Salomon Group) شرکت فرانسوی تولیدکننده محصولات ورزشی است، که در سال ۱۹۴۷ توسط فرانسیس سالامون، همسر و فرزندش تأسیس شد.
در سال ۱۹۹۷ توسط شرکت آدیداس خریداری شد و در تاریخ ۲ مه ۲۰۰۵ با قیمت ۴۸۵ میلیون یورو، به شرکت فنلاندی امر اسپورتز واگذار گردید.
گروه سالامون محصولات گوناگون برای ورزش‌های کوهنوردی، اسکی، اسنوبرد، پیاده رویدو تریل و گلگشت ارائه می دهد.